# 长寿禅寺
长寿禅寺又稱長壽寺，是位於中華人民共和國上海市閔行區浦江鎮鲁陈路张行路口的一座佛教寺廟，占地6700平方米。寺中有一棵银杏树，树龄300年，树高23m。

## 歷史
长寿寺始建于南宋宝祐年间。1971年，寺廟改建为大队仓库。长寿禅寺的僧人一度使用閔行杜行一所废弃的小学校舍作为暫住地。
2006年7月6日，闵行区人民政府决定恢复长寿寺。2007年8月1日，上海市民族宗教委同意在浦江镇杜行的鲁陈公路张行路口筹备设立长寿寺。2010年4月17日，长寿禅寺举行奠基仪式。

### 寺廟四寶
中華民国二十六年（1937年）末，日軍攻佔长寿寺，僧人逃往杜行，並且將寺廟內的和田白玉鎏金镶宝观音一尊、和田青玉玄奘护法玉佛两尊、宋代哥窑三足香炉一座轉移至同善堂。這些文物統稱為四寶。1942年9月，日本佔領當局清乡时，同善堂理事李儒墨、金一飞、丁仁科、翁聋若等害怕和田白玉等被日軍拿走，於是決定將和田白玉等藏在同善堂堂主杜静涵之子杜炳才家。
1950年冬，杜炳才送兒子杜心前往朝鮮參加朝鮮戰爭，提到了家裡藏有和田白玉等寺廟文物的事情。2014年4月28日，杜心將四寶歸還寺廟。